# Municipio de Doctor Coss
El municipio de Doctor Coss es uno de los 51 municipios en que se divide el estado mexicano de Nuevo León. Se encuentra localizado al este del estado y su cabecera es el pueblo del mismo nombre.

## Geografía
El municipio de Doctor Coss se encuentra localizado al estado del territorio estatal de Nuevo León, limítrofe con el vecino estado de Tamaulipas. Tiene una extensión territorial de 722.112 kilómetros cuadrados que representan el 1.12% de la superficie de Nuevo León. Sus coordenadas geográficas extremas son 25° 50' - 26° 06' de latitud norte y 98° 47' - 99° 12' de longitud oeste, su altitud fluctúa entre un máximo de 200 a un mínimo de 50 metros sobre el nivel del mar.
El municipio limita al oeste con el municipio de Los Aldamas, al suroeste con el municipio de China y al sur y sureste con el municipio de General Bravo; al noreste y norte limita con el estado de Tamaulipas, en específico con el municipio de Miguel Alemán y el municipio de Camargo.

## Demografía
De acuerdo a los resultados del Censo de Población y Vivienda realizado en 2010 por el Instituto Nacional de Estadística y Geografía, la población total del municipio de General Bravo asciende a 1 716 personas.
La densidad de población es de 2.38 personas por kilómetros cuadrados.

### Localidades
En el municipio se encuentran un total de 163 localidades, las principales y su población en 2010 son las siguientes:
| Localidad           | Población |
| Total Municipio     | 1 716     |
| Doctor Coss         | 790       |
| Cantú (Gachupines)  | 191       |
| Francisco I. Madero | 175       |
| El Brasil           | 125       |
| La Lajilla          | 48        |

## Política

### Representación legislativa
Para la elección de diputados locales al Congreso de Nuevo León y de diputados federales a la Cámara de Diputados federal, el municipio de Doctor Coss se encuentra integrado en los siguientes distritos electorales:
Local:
- Distrito electoral local de 24 de Nuevo León con cabecera en Linares.[4]

Federal:
- Distrito electoral federal 9 de Nuevo León con cabecera en Linares.[5]

### Presidentes municipales
| Presidente Municipal           | Periodo   |
| ------------------------------ | --------- |
| Martín González Peña           | 1939–1940 |
| Gonzaga Canta Salinas          | 1941–1942 |
| Gumersindo Ríos Salinas        | 1943–1945 |
| Ramón Hinojosa Martínez        | 1946–1948 |
| Asencio Martínez Trigo         | 1949–1951 |
| Zaragoza Ríos García           | 1952–1954 |
| Arnulfo Madrigal Serna         | 1955–1957 |
| David Peña Cantú               | 1957 -    |
| Domingo Pérez Alanís           | 1958–1960 |
| Fidel Ríos Cantú               | 1961–1963 |
| Leandro Salinas Peña           | 1964–1966 |
| Severiano Ríos Cantú           | 1967–1971 |
| Pedro Salinas Treviño          | 1970–1971 |
| Sixto Gutiérrez Ríos           | 1972–1973 |
| Juan Salinas Cantú             | 1974–1976 |
| Rodolfo Hinojosa Tijerina      | 1977–1979 |
| Simón Ríos Balderas            | 1980–1982 |
| Matías Leal Ríos               | 1983–1985 |
| René Salinas Alanís            | 1986–1988 |
| Simón Ríos Balderas            | 1989–1991 |
| María Elva Salinas de Hinojosa | 1992–1994 |
| Guadalupe García Hinojosa      | 1994–1997 |
| Delia Rangel Ríos              | 1997–2000 |
| Jorge Alberto Cantú Cantú      | 2000–2003 |
| Homero Alanís Salinas          | 2003–2006 |
| Simón Ríos Rangel              | 2006–2009 |
| Miguel Ángel Salinas González  | 2009–2012 |
| José Guadalupe Ríos Ríos       | 2012–2015 |
| Simón Ríos Rangel              | 2015-2018 |
| Simón Ríos Rangel              | 2018-2021 |